# NGC 2332
NGC 2332 è una galassia lenticolare situata nella costellazione della Lince, a una distanza di circa 285 milioni di anni luce dalla nostra Via Lattea.

## Scoperta
La galassia è stata scoperta il 28 dicembre 1790 dall'astronomo britannico di origine tedesca William Herschel.

## Descrizione
NGC 2332 è una radiogalassia a spettro continuo (Flat-Spectrum Radio Source). È inoltre un blazar, acronimo di blazing quasi-stellar radiosource.